# Bárbara Paz
Bárbara Raquel Paz, née le 17 octobre 1974 à Campo Bom, est une actrice brésilienne.
En 2012 elle participe à Dança dos Famosos, la version brésilienne de Danse avec les stars. Il termine à la 3e place.

## Filmographie

### Télévision
- Sauvée par l'amour
- Marisol
- Amor à Vida
- A Regra do Jogo
- O Outro Lado do Paraíso

### Cinéma
- 2015 : My Hindu Friend
- 2019 : Babenco: Alguém Tem que Ouvir o Coração e Dizer Parou (pt) (documentaire)